# Горица и Градишка
Покнежена грофовија Горица и Градишка (њем. Gefürstete Grafschaft Görz und Gradisca, итал. Principesca Contea di Gorizia e Gradisca, словен. Poknežena grofija Goriška in Gradiščanska) била је једна од крунских земаља Хабзбуршке монархије. Настала је 1754. године, када су обједињене две суседне области: Грофовија Горица и Грофовија Градишка. Потом је мањим делом (1807), а затим и у целини (1809) потпала под француску власт, након чега је укључена у састав Илирских покрајина. Након обнове аустријске власти (1814) укључена је у састав Краљевине Илирије, а потом је 1849. године постала део Аустријског приморја. Након Првог светског рата, грофовија је 1918. године расформирана и у целини прикључена Краљевини Италији, да би након Другог светског рата њен већи део припао Југославији. Подручје некакдашње Покнежене грофовије Горице и Градишке данас представља мултиетничко погранично подручје између Италије и Словеније.

## Географија
Ова грофовија се протезала дуж ријеке Соче, од извора под врхом Јаловец на Јулијским Алпима до Тршћанског залива у близини Монфалконеа. На северозападу, превој Предел водио је до Војводине Корушке, а на североистоку врхови Мангарт, Разор и Триглав означавали су границу са Војводином Крањском. На западу, врхови Канин и Матајур означавали су границу са према Фурланији.